# هاسلر
هاسلر (بالإنجليزية: Hustler)‏ هي مجلة إباحية تصدر شهرياً في الولايات المتحدة، صدرت لأول مرة في عام 1974 من قبل لاري فلينت.

## وصلات خارجية
- الموقع الرسمي